# Grand Prix moto des Pays-Bas 2004
Le  Grand Prix moto des Pays-Bas 2004 est la septième manche du championnat du monde de vitesse moto 2004. La compétition s'est déroulée du 24 au 26 juin 2004 sur le TT Circuit Assen. C'est la 56e édition du Grand Prix moto des Pays-Bas.

## Classement MotoGP
| Pos.  | Pilote            | Constructeur | Temps/Écart     | Départ | Points |
| ----- | ----------------- | ------------ | --------------- | ------ | ------ |
| 1     | Valentino Rossi   | Yamaha       | 38 min 11 s 831 | 1      | 25     |
| 2     | Sete Gibernau     | Honda        | +0 s 456        | 3      | 20     |
| 3     | Marco Melandri    | Yamaha       | +9 s 909        | 4      | 16     |
| 4     | Max Biaggi        | Honda        | +10 s 183       | 12     | 13     |
| 5     | Nicky Hayden      | Honda        | +10 s 300       | 16     | 11     |
| 6     | Colin Edwards     | Honda        | +10 s 801       | 13     | 10     |
| 7     | Ruben Xaus        | Ducati       | +13 s 705       | 9      | 9      |
| 8     | Loris Capirossi   | Ducati       | +14 s 091       | 15     | 8      |
| 9     | Carlos Checa      | Yamaha       | +15 s 159       | 2      | 7      |
| 10    | Neil Hodgson      | Ducati       | +34 s 066       | 20     | 6      |
| 11    | Norifumi Abe      | Yamaha       | +34 s 414       | 17     | 5      |
| 12    | Makoto Tamada     | Honda        | +39 s 186       | 8      | 4      |
| 13    | Alex Hofmann      | Kawasaki     | +41 s 506       | 11     | 3      |
| 14    | John Hopkins      | Suzuki       | +54 s 569       | 10     | 2      |
| 15    | Jeremy McWilliams | Aprilia      | +1 min 04 s 761 | 19     | 1      |
| 16    | Kenny Roberts Jr  | Suzuki       | +1 min 22 s 266 | 7      |        |
| 17    | Chris Burns       | Harris WCM   | +2 min 00 s 469 | 24     |        |
| Abd s | Troy Bayliss      | Ducati       | Abandon         | 14     |        |
| Abd s | Alex Barros       | Honda        | Abandon         | 6      |        |
| Abd s | Shane Byrne       | Aprilia      | Abandon         | 18     |        |
| Abd s | Shinya Nakano     | Kawasaki     | Abandon         | 5      |        |
| Abd s | Nobuatsu Aoki     | Proton       | Abandon         | 22     |        |
| Abd s | Kurtis Roberts    | Proton       | Abandon         | 23     |        |
| Abd s | Michel Fabrizio   | Harris WCM   | Abandon         | 21     |        |

## Classement 250 cm3
| Pos   | Pilote           | Constructeur | Temps/Écart      | Départ | Points |
| ----- | ---------------- | ------------ | ---------------- | ------ | ------ |
| 1     | Sebastian Porto  | Aprilia      | 37 min 26 s 576  | 1      | 25     |
| 2     | Daniel Pedrosa   | Honda        | +2 s 566         | 2      | 20     |
| 3     | Toni Elías       | Honda        | +4 s 038         | 4      | 16     |
| 4     | Randy de Puniet  | Aprilia      | +8 s 024         | 3      | 13     |
| 5     | Alex De Angelis  | Aprilia      | +13 s 596        | 6      | 11     |
| 6     | Anthony West     | Aprilia      | +20 s 405        | 11     | 10     |
| 7     | Manuel Poggiali  | Aprilia      | +26 s 477        | 5      | 9      |
| 8     | Fonsi Nieto      | Aprilia      | +27 s 302        | 9      | 8      |
| 9     | Roberto Rolfo    | Honda        | +27 s 357        | 7      | 7      |
| 10    | Hiroshi Aoyama   | Honda        | +43 s 693        | 14     | 6      |
| 11    | Alex Baldolini   | Aprilia      | +43 s 945        | 13     | 5      |
| 12    | Alex Debón       | Honda        | +44 s 181        | 10     | 4      |
| 13    | Naoki Matsudo    | Yamaha       | +52 s 638        | 15     | 3      |
| 14    | Éric Bataille    | Honda        | +52 s 768        | 19     | 2      |
| 15    | Chaz Davies      | Aprilia      | +52 s 900        | 17     | 1      |
| 16    | Franco Battaini  | Aprilia      | +59 s 865        | 12     |        |
| 17    | Héctor Faubel    | Aprilia      | +1 min 03 s 776  | 20     |        |
| 18    | Hugo Marchand    | Aprilia      | +1 min 03 s Ret4 | 23     |        |
| 19    | Taro Sekiguchi   | Yamaha       | +1 min 18 s 056  | 25     |        |
| 20    | Johann Stigefelt | Aprilia      | +1 min 18 s 128  | 22     |        |
| 21    | Klaus Nohles     | Aprilia      | +2 min 00 s 936  | 28     |        |
| 22    | Ivan Silva       | Aprilia      | +1 tour          | 27     |        |
| Abd s | Gregory Lefort   | Aprilia      | Abandon          | 26     |        |
| Abd s | Arnaud Vincent   | Aprilia      | Abandon          | 18     |        |
| Abd s | Joan Olive       | Aprilia      | Abandon          | 8      |        |
| Abd s | Sylvain Guintoli | Aprilia      | Abandon          | 16     |        |
| Abd s | Erwan Nigon      | Yamaha       | Abandon          | 24     |        |
| Abd s | Jakub Smrž       | Honda        | Abandon          | 21     |        |

## Classement 125 cm3
| Pos   | Pilote            | Constructeur | Temps/Écart     | Grille | Points |
| ----- | ----------------- | ------------ | --------------- | ------ | ------ |
| 1     | Jorge Lorenzo     | Derbi        | 37 min 13 s 859 | 7      | 25     |
| 2     | Roberto Locatelli | Aprilia      | +0 s 235        | 5      | 20     |
| 3     | Casey Stoner      | KTM          | +0 s 564        | 1      | 16     |
| 4     | Andrea Dovizioso  | Honda        | +0 s 606        | 3      | 13     |
| 5     | Steve Jenkner     | Aprilia      | +3 s 865        | 4      | 11     |
| 6     | Héctor Barberá    | Aprilia      | +11 s 450       | 13     | 10     |
| 7     | Marco Simoncelli  | Aprilia      | +11 s 756       | 33     | 9      |
| 8     | Pablo Nieto       | Aprilia      | +11 s 764       | 2      | 8      |
| 9     | Mirko Giansanti   | Aprilia      | +11 s 913       | 11     | 7      |
| 10    | Imre Tóth         | Aprilia      | +29 s 339       | 10     | 6      |
| 11    | Mattia Pasini     | Aprilia      | +29 s 851       | 20     | 5      |
| 12    | Mike Di Meglio    | Aprilia      | +30 s 394       | 15     | 4      |
| 13    | Gioele Pellino    | Aprilia      | +30 s 428       | 26     | 3      |
| 14    | Stefano Perugini  | Gilera       | +39 s 233       | 30     | 2      |
| 15    | Ángel Rodríguez   | Derbi        | +39 s 346       | 27     | 1      |
| 16    | Álvaro Bautista   | Aprilia      | +39 s 583       | 22     |        |
| 17    | Gabor Talmacsi    | Malaguti     | +39 s 777       | 28     |        |
| 18    | Simone Corsi      | Honda        | +40 s 058       | 8      |        |
| 19    | Julián Simón      | Aprilia      | +40 s 711       | 12     |        |
| 20    | Andrea Ballerini  | Aprilia      | +59 s 377       | 9      |        |
| 21    | Sergio Gadea      | Aprilia      | +1 min 07 s 555 | 17     |        |
| 22    | Raymond Schouten  | Honda        | +1 min 07 s 715 | 23     |        |
| 23    | Vesa Kallio       | Aprilia      | +1 min 26 s 749 | 16     |        |
| 24    | Jarno vd Marel    | Honda        | +1 min 51 s 060 | 18     |        |
| 25    | Mikko Kyyhkynen   | Honda        | +1 tour         | 32     |        |
| 26    | Adri Den Bekker   | Honda        | +1 tour         | 31     |        |
| 27    | Marketa Janakova  | Honda        | +1 tour         | 29     |        |
| Abd s | Manuel Manna      | Malaguti     | Abandon         | 21     |        |
| Abd s | Lukas Pesek       | Honda        | Abandon         | 14     |        |
| Abd s | Dario Giuseppetti | Honda        | Abandon         | 38     |        |
| Abd s | Mika Kallio       | KTM          | Abandon         | 19     |        |
| Abd s | Gino Borsoi       | Aprilia      | Abandon         | 24     |        |
| Abd s | Youichi Ui        | Aprilia      | Abandon         | 6      |        |